# Nymphargus cariticommatus
Espèce
Synonymes
- Cochranella cariticommata Wild, 1994

Statut de conservation UICN

 DD  : Données insuffisantes
Nymphargus cariticommatus est une espèce d'amphibiens de la famille des Centrolenidae.

## Répartition
Cette espèce est endémique d'Équateur. Elle se rencontre dans les provinces de Morona-Santiago et de Zamora-Chinchipe de 2 350 à 2 500 m d'altitude sur le versant Est de la cordillère Orientale.

## Publication originale
- Wild, 1994 : Two new species of centrolenid frogs from the Amazonian slope of the Cordillera Oriental, Ecuador. Journal of Herpetology, vol. 28, no 3, p. 299-310.